# Amblyseius modestus
Amblyseius modestus är en spindeldjursart som först beskrevs av Chant och Baker 1965.  Amblyseius modestus ingår i släktet Amblyseius och familjen Phytoseiidae. Inga underarter finns listade i Catalogue of Life.